# Frank Tetauer
Frank Tetauer, de son vrai nom František Tetauer, né le 30 mars 1903 à Karlín et mort le 15 décembre 1954 à Prague, est un dramaturge, romancier, traducteur, essayiste, critique de théâtre et littéraire tchèque.

## Biographie
Né à Karlín dans une famille de tailleurs, il est diplômé du lycée de Prague en 1922 et poursuit ses études à la faculté de philosophie de l'université Charles de Prague, où il est élève de Vilém Mathesius et de Václav Tille. Il étudie la littérature moderne et s'intéresse principalement à l'œuvre dramatique irlandaise et anglo-américaine. Il séjourne en Angleterre, en France et en Allemagne pour y étudier. Il obtient son diplôme en 1926 avec son mémoire de fin d'études intitulé « La philosophie de l'œuvre dramatique de Shaw et ses préfaces ».
Au cours des années suivantes, il se consacre principalement à la traduction et au journalisme. En tant qu'étudiant, il commence à publier dans la revue littéraire Apollon en 1923 (plus tard en co-édition), et il publie également des nouvelles, des épigrammes, des extraits de ses propres pièces de théâtre et des traductions, des critiques littéraires et théâtrales et des articles théoriques, par exemple, dans Studentský časopis, Lidové noviny, Panorama, Host, Rozhledy po literaturě a umění, Literární. noviny, Listy pro umění a kritiky, Tribune, Tvorba, Právu lidu, Rozpravé Aventina, Lumír, Městské divadle pražských, Ročenka Kruh sólistů Městské divadle pražských ou Národní a Estates Theatre. En 1926, il travaille simultanément comme interprète et traducteur à l'ambassade américaine à Prague. Au milieu des années 1930, il commence également à collaborer avec la radio, pour laquelle il traduit et adapte des pièces de théâtre de George Bernard Shaw et d'Eugene O'Neill, entre autres.
Sa collaboration avec l'écrivain et dramaturge František Langer l'amène aux Městská divadla pražská (cs) (Divadlo na Královských Vinohrady et Komorní divadlo (cs)), où il commence à travailler à partir de 1930, d'abord comme conférencier, et à partir de 1936 comme dramaturge. Il présente de nombreuses premières d'auteurs tchèques, dont Karel Čapek, Fráňa Šrámek, Viktor Dyk, František Langer et d'importants classiques mondiaux, tels que William Shakespeare, Shaw, Maxime Gorki, Charles Dickens ou encore Goethe.
À partir du milieu des années 1930, ses propres œuvres dramatiques sont jouées non seulement au Théâtre de Vinohrady (principalement dirigé par František Salzer (cs)), mais aussi au Théâtre des États et au Théâtre national. Pendant l'occupation, il est démis de ses fonctions de dramaturge par les Allemands, mais continue à travailler comme conférencier et contribue de manière significative à l'élargissement du répertoire avec des œuvres de nouveaux auteurs tchèques, tels que Olga Scheinpflugová, Jan Drda, František Kožík ou Jan Port (cs).
Après la Seconde Guerre mondiale, il se consacre principalement à la traduction et à l'écriture. En 1947, il participe à la création de la section dramatique du Syndicat des écrivains tchèques et, à partir de 1950 , travaille pour l'Agence théâtrale et littéraire tchécoslovaque (Dilia) comme expert et conférencier. Après la guerre, il publie dans la presse quotidienne et professionnelle, notamment dans Lidové noviny, Mladá fronta (cs), Práce, Divadlo, Lidové divadlo et My 47. Dans ses publications, il utilise les pseudonymes et les codes de Frank Auer, Václav Řada, Josef Schwarz, Josef Vydral, FT, -ft-, f, -er-.
Il est enterré au cimetière de Vyšehrad à Prague.

## Œuvres

### Traductions
- 1915 : George Bernard Shaw : Svatá Jana
- 1925 : Eugene O'Neill : V ponorkovém pásmu
- 1927 : Eugene O'Neill : Anna Christie
- 1928 : Eugene O'Neill : Velký bůh Brown
- 1930 : Eugene O'Neill : Milionový Marco
- 1934 : Oscar Wilde : Ideální manžel
- 1935 : F. Jackson : Škola manželů
- 1935 : Eugene O'Neill : Pramen věčného mládí
- 1938 : E. Rice : Postranní ulice
- 1940 : George Bernard Shaw : Milionářka
- 1944 : William Shakespeare : Mnoho povyku pro nic

### Pièces de théâtre
- 1934 : Evino nedůstojné povolání, Komorní divadlo, mise en scène de Gabriel Hart
- 1935 : Veřejný nepřítel, Stavovské divadlo, mise en scène de Jiří Frejka
- 1936 : Diagnosa, Komorní divadlo, mise en scène de František Salzer
- 1937 : Svět, který stvoříš, Národní divadlo/Stavovské divadlo, mise en scène de Aleš Podhorský
- 1938 : Milostná mámení, Komorní divadlo, mise en scène de František Salzer
- 1939 : Ztracená tvář, Prozatímní divadlo, mise en scène de Vojta Novák
- 1940 : Člověk nemá jen sebe, Komorní divadlo, mise en scène de František Salzer
- 1940 : Život není sen, Komorní divadlo, mise en scène de František Salzer
- 1941 : Zpovědník, Národní divadlo/Prozatímní divadlo, mise en scène de Aleš Podhorský
- 1942 : Úsměvy a kordy, Městské divadlo, mise en scène de František Salzer
- 1955 : Don Manuel a Marie Luisa, Komorní divadlo, mise en scène de Bedřich Vrbský

### Pièces radiophoniques
- 1947 : Východní kampaň
- 1948 : Vlajky v plamenech
- 1950 : Vítěz nad Bonapartem
- 1950 : Svítání v Kalifornii

### Autres écrits
- 1929 : Shaw, ideologie a dramatika
- 1940 : Zápas draků
- 1943 : Znamení býka
- 1947 : Sedmero zástav